# Tregua de Navidad
La tregua de Navidad (en alemán: Weihnachtsfrieden; en francés: Trêve de Noël; en inglés: Christmas Truce) fue una serie de ceses al fuego no oficiales que se extendieron a lo largo del Frente Occidental en la Primera Guerra Mundial alrededor de la Navidad de 1914.
La tregua se produjo cinco meses después de que comenzara la guerra. Las hostilidades se habían calmado mientras los líderes de ambos bandos reconsideraban sus estrategias después del estancamiento en la Carrera al Mar y el resultado indeciso de la primera batalla de Ypres. En la semana previa al 25 de diciembre, soldados franceses, alemanes y británicos cruzaron las trincheras para intercambiar saludos y charlas estacionales. En algunas áreas, hombres de ambos bandos se aventuraron en la tierra de nadie durante la Nochebuena y Navidad mezclándose e intercambiando comida y souvenirs. Hubo ceremonias funerarias conjuntas e intercambio de prisioneros, mientras que muchos encuentros terminaron en cánticos de villancicos. Se disputaron partidos de fútbol entre bandos, creando una de las más memorables imágenes de la tregua. Las hostilidades continuaron en algunos sectores, mientras que en otros las partes realizaron acuerdos solamente para recuperar cuerpos.

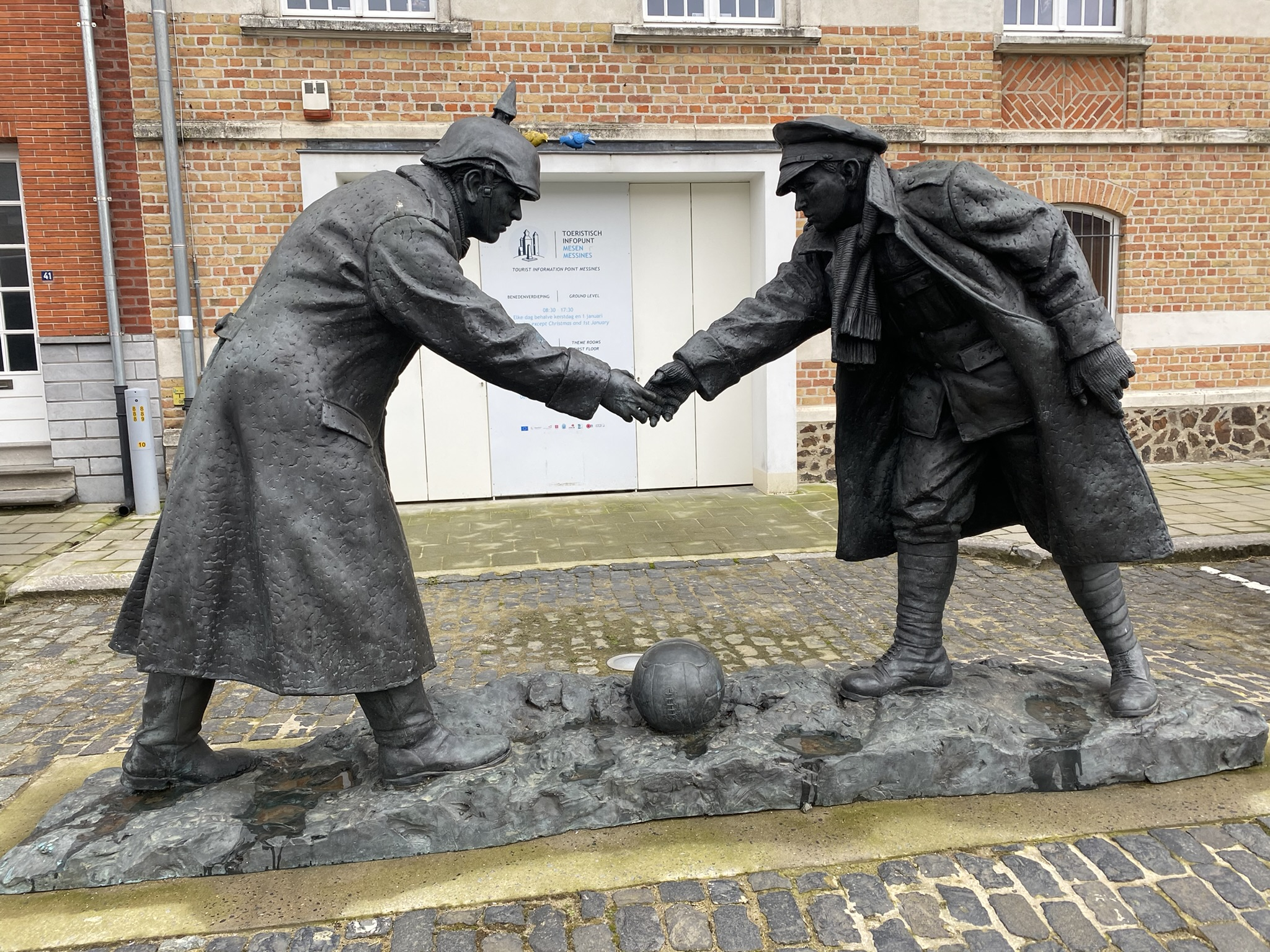
All Together Now es una estatua que representa la Tregua de Navidad. Son un soldado alemán y un aliado que se dan la mano con una pelota de fútbol entre ellos como símbolo del Boxing Day de 1914, donde jugaron fútbol juntos.

Al año siguiente, algunas pocas unidades concretaron un cese al fuego pero las treguas no fueron tan extendidas como en 1914; esto se debió, en parte a las órdenes fuertemente redactadas de los altos mandos de ambas partes, prohibiendo las treguas. Para 1916 los soldados ya no estaban dispuestos a una tregua. La guerra se había ido recrudeciendo después de las devastadoras pérdidas durante la batalla de Somme y Verdún como la utilización de gas venenoso.
Las treguas no eran exclusivas del periodo navideño y reflejaban un estado de ánimo de «vive y deja vivir», donde la infantería dejaba de comportarse abiertamente agresiva y a menudo participar en fraternización a pequeña escala, conversando o intercambiando cigarrillos. En algunos sectores, hubo ceses al fuego ocasionales para permitir a los soldados pasar entre líneas y recuperar a compañeros heridos o muertos, en otros, hubo un acuerdo tácito de no disparar mientras los hombres descansaban, hacían ejercicio o trabajaban a la vista del enemigo. 
Las treguas navideñas fueron particularmente significativas debido a la cantidad de hombres involucrados y el nivel de su participación (incluso en sectores tranquilos, decenas de hombres congregándose abiertamente a la luz del día fue extraordinario) y a menudo se ve como un momento simbólico de paz y humanidad en medio de una de las guerras más violentas de la historia.

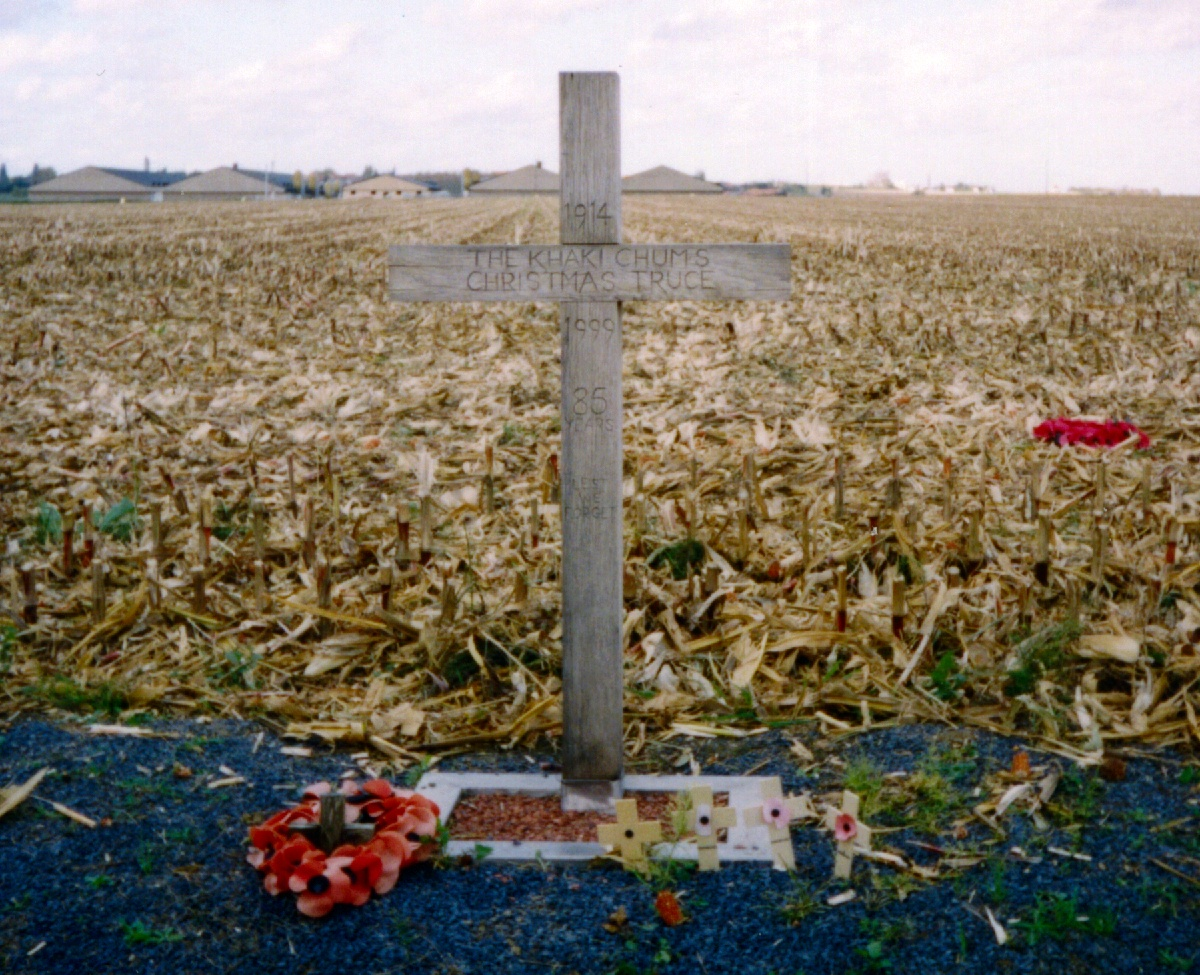
Una cruz, dejada cerca de Ypres en Bélgica en 1999, para conmemorar el sitio de la tregua de Navidad de 1914. El texto dice 1914
La tregua de Navidad de Khaki Chum
1999
85 años
No olvidar.

## Antecedentes
Durante los primeros ocho meses de la Primera Guerra Mundial, el ataque alemán a través de Bélgica a Francia fue repelido en las afueras de París por las tropas francesas e inglesas en la primera batalla del Marne a principios de septiembre de 1914. Los alemanes retrocedieron al valle de Aisne. En la primera batalla de Aisne, el ataque franco-británico fue repelido y ambos bandos comenzaron a atrincherarse para economizar mano de obra y utilizar el excedente para flanquear sus oponentes por el norte. En la Carrera al Mar, ambos bandos realizaron maniobras recíprocas y después de varias semanas, en las cuales el ejército británico fue retirado de Aisne hacia el norte de Flandes, Ambos bandos quedaron sin espacio. Para noviembre, ambos bandos habían construido líneas continuas de trincheras que iban desde el Mar del Norte hasta la frontera con Suiza.
Antes de la Navidad de 1914, hubo varias iniciativas de paz. La Carta Abierta de Navidad fue un mensaje público de paz dirigido a «las mujeres de Alemania y Austria», firmadas por un grupo de 101 mujeres sufragistas británicas. El papa Benedicto XV, el 7 de diciembre de 1914, había pedido una tregua oficial entre los gobiernos beligerantes. Pidió “que las armas callaran por lo menos una noche para que cantaran los ángeles”, que fue rechazado por ambas partes.

## Fraternización
La fraternización, interacciones pacíficas y, a veces, amistosa entre fuerzas opuestas, era una característica habitual en sectores tranquilos del frente occidental. En algunas áreas ambos lados se abstendrían de comportamientos agresivos, mientras que en otros casos se extendieron a conversaciones regulares o incluso visitas de una trinchera a otra. En el frente oriental, Frits Kreisler informó sobre incidentes de treguas espontáneas y fraternización entre austro-húngaros y rusos en las primeras semanas de la guerra.
Las treguas entre las unidades británicas y alemanas se ubicaron a principios de noviembre de 1914, más o menos cuando terminó la guerra de maniobras. Las raciones se llevaron a la línea del frente después del anochecer y los soldados de ambos bandos disfrutaron de un periodo de paz mientras recogían su comida. El 1 de diciembre, un soldado británico pudo registrar una visita amistosa de un sargento alemán una mañana «para ver como nos estaba yendo». Las relaciones entre las unidades francesas y alemanas fueron en general más tensas, pero empezó a surgir el mismo fenómeno. A principios de diciembre un cirujano alemán registró una tregua de media hora cada noche para recuperar a los soldados muertos para el entierro, durante la cual los soldados franceses y alemanes intercambiaron periódicos. Este comportamiento a menudo fue cuestionado por los oficiales; Charles de Gaulle escribió el 7 de diciembre sobre el «lamentable» deseo de los infantes franceses de dejar al enemigo en paz, mientras que el comandante del 10.º Ejército, Victor d'Urbal, escribió sobre las «lamentables consecuencias» cuando los hombres «se familiarizan con sus vecinos opuestos». Otras treguas podrían ser forzadas en ambos lados por el mal tiempo, especialmente cuando las líneas de trincheras se inundaron, y éstas a menudo duraban hasta después de que el tiempo hubiera despejado.
La proximidad de las líneas de trinchera facilitó que los soldados se saludasen a gritos entre sí y esto pudo haber sido el método más común para concretar treguas informales en 1914. Los hombres intercambiaban noticias o saludos con frecuencia, ayudados por un lenguaje común; muchos soldados alemanes habían vivido en Inglaterra, especialmente Londres, y estaban familiarizados con el idioma y la sociedad. Varios soldados británicos registraron casos de alemanes preguntando sobre noticias de las ligas de fútbol, mientras que otras conversaciones podrían ser tan banales como discusiones sobre el clima o tan lastimeras como mensajes para un amor. Un fenómeno inusual que creció en intensidad fue la música; en los sectores pacíficos no era raro que las unidades cantaran por las noches, a veces deliberadamente con miras a entretener o burlarse suavemente de sus oponentes. Esto se transformó en una actividad más festiva; a principios de diciembre, Sir Edward Hulse de la Guardia Escocesa escribió que planeaban organizar una fiesta de concierto para el día de Navidad, que «le daría al enemigo todas las formas imaginables de canción de armonía» en respuesta a los frecuentes coros de Deutschland über alles.

## Navidad de 1914

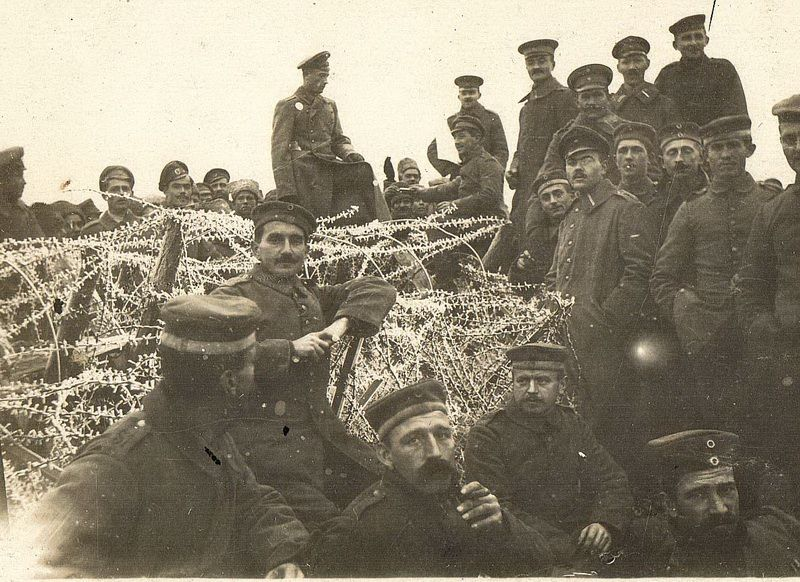
Soldados alemanes posando fuera de las trincheras durante la Navidad de 1914.

Aproximadamente 100.000 soldados británicos y alemanes participaron en el cese informal de hostilidades a lo largo del frente occidental. Los alemanes colocaron velas en sus trincheras y árboles de Navidad, luego continuaron la celebración cantando villancicos. Los británicos respondieron cantando sus propios villancicos. Las dos partes continuaron gritándose saludos navideños los unos a los otros. Poco después, hubo excursiones por la tierra de nadie, donde se intercambiaron pequeños obsequios, como comida, tabaco, alcohol y regalos como botones y sombreros. La artillería de la región se quedó en silencio. La tregua también permitió una pausa para que lo soldados recientemente muertos pudieran ser devueltos a sus filas por grupos de entierro. Se llevaron a cabo entierros en conjunto. En muchos sectores, la tregua se prolongó hasta la noche de Navidad, continuando hasta el día de Año Nuevo en otros.
El día de Navidad, el general de brigada Walter Congreve, comandante de la 18.ª Brigada de Infantería, ubicada cerca de Neuve-Chapelle, escribió una carta recordando que los alemanes declararon una tregua por ese día. Uno de sus hombres levantó valientemente la cabeza por encima de la trinchera y otros de ambos lados caminaron hacia la tierra de nadie. Oficiales y hombres se dieron la mano e intercambiaron cigarros y puros, uno de sus capitanes "fumó un puro con el mejor tirador del ejército alemán", este no mayor de 18 años. Congreve admitió que se mostraba reacio a presenciar la tregua por temor a los francotiradores alemanes.
Bruce Bairnsfather, que luchó en la guerra, escribió:

No me hubiera perdido esa única y extraña Navidad por nada... Vi a un oficial alemán, una especie de teniente, creo, y siendo un poco coleccionista, le insinué que me había enamorado de alguno de sus botones... Saqué mi corta alambres y, con algunas tijeras hábiles , saque un par de sus botones y los puse en mi bolsillo. Luego le di dos míos a cambio... Lo último que vi fue a uno de mis ametralladores, que era un poco peluquero aficionado en la vida civil, cortándole el pelo anormalmente largo a un dócil boche, que estaba pacientemente arrodillado. En el suelo mientras la máquina automática se deslizaba por la parte posterior de su cuello.

Henry Williamson, un soldado de diecinueve años de la Brigada de Fusileros de Londres, escribió a su madre el 26 de diciembre:

Querida Madre, te escribo desde las trincheras. Son las 11 de la mañana. A mi lado hay un fuego de coque, enfrente de mi un 'refugio' (mojado) con paja dentro. El suelo está descuidado en la zanja real, pero congelado en otros lugares. En mi boca hay una pipa presentada por la Princesa María. En la pipa hay tabaco. Por supuesto, dices. Pero espera. En la pipa hay tabaco alemán. Jaja, dices, de un preso o encontrado en una trinchera capturada. ¡Dios mío, no! De un soldado alemán. Si, un soldado alemán vivo de su propia trinchera. Ayer, los británicos y los alemanes se reunieron y se dieron la mano en el suelo entre las trincheras, intercambiaron recuerdos y se dieron la mano. Si, todo el día de Navidad, y mientras escribo. Maravilloso, ¿no?

El Capitán Sir Eduard Hulse informó cómo el primer intérprete que conoció de las líneas alemanas era de Suffolk y había dejado a su novia y una motocicleta de 3.5 hp. Hulse describió una canción que "terminó con 'Auld lang syne' a la que todos, ingleses, escoceses, irlandeses, prusianos, Württenbergers, etc., nos unimos. Fue absolutamente asombroso y si lo hubiera visto en una película cinematográfica  ¡Debería haber jurado que era falso! " El capitán Rober Miles, infantería ligera de Shropshire del rey, que estaba junto a los Royal Irish Rifles, recordó en una carta editada que se publicó en el Daily Mail y en Wellington Journal & Shrewsbury News en enero de 1915, tras su muerte en acción el 30 de diciembre de 1914.

Viernes (dia de Navidad). Estamos teniendo el día de Navidad más extraordinario que se pueda imaginar. Existe una especie de tregua desordenada y absolutamente desautorizada, pero perfectamente comprendida y observada escrupulosamente entre nosotros y nuestros amigos de enfrente. Lo curioso es que solo parece existir en esta parte de la línea de batalla. a nuestra derecha e izquierda todos podemos escucharlos disparar con tanta alegría como siempre. La cosa empezó anoche, una noche fría, con escarcha blanca, poco después del anochecer cuando los alemanes empezaron a gritarnos "Feliz Navidad, ingleses". Por supuesto, nuestros compañeros respondieron a gritos y en ese momento un gran número de ambos bandos habían abandonado sus trincheras, desarmados, y se habían reunido en la discutible y acribillada tierra de nadie. Aquí se llegó a un acuerdo, todos por su cuenta, de que no deberíamos dispararnos hasta pasada la medianoche de esta noche. Todos los hombres estaban fraternizando en el medio (naturalmente, no les permitimos acercarse demasiado a nuestra línea) e intercambiaban cigarros. No se disparó ni un solo tiro en toda la noche.

Uno de los alemanes escribió: «Están claramente aburridos con la guerra... De hecho, uno de ellos quería saber qué demonios estábamos haciendo aquí luchando contra ellos». La tregua en el sector continuó hasta el Boxing Day; comentó sobre los alemanes: «Los poderosos simplemente ignoran todas nuestras advertencias de bajar de su parapeto, por lo que las cosas están en un punto muerto. No podemos dispararle a sangre fría ... No veo cómo podemos conseguirlo para volver».
En la víspera de Navidad y el día de Navidad de 1914, la unidad de Alfred Anderson del 1°/5° Batallón de la Guardia Negra se alojó en una granja lejos de la línea de frente. En una entrevista posterior (2003), Anderson, el último veterano escocés superviviente conocido de la guerra, recordó vívidamente el día de Navidad y dijo:

Recuerdo el silencio, el misterioso sonido del silencio. Solo los guardias estaban en servicio. Todos salimos de los edificios de la granja y nos quedamos escuchando. y, por supuesto, pensando en la gente de mi país. Todo lo que había oído durante dos meses en las trincheras era el silbido, el crujido y el gemido de las balas en vuelo, el fuego de ametralladoras y voces alemanas distantes. Pero hubo silencio de muerte esa mañana, a lo largo de la tierra hasta donde alcanzaba la vista. Gritamos 'Feliz Navidad', aunque nadie se sintió feliz. El silencio terminó en la tarde y la matanza comenzó de nuevo. Fue una paz breve en una guerra terrible.

Un teniente alemán, Johannes Niemann, escribió «agarré mis binoculares y mirando con cautela por encima de la trinchera vi la increíble vista de nuestros soldados intercambiando cigarrillos, whisky y chocolate con el enemigo».
El general Sir Horace Smith-Dorrien, comandante del II Cuerpo, emitió órdenes que prohibía la comunicación amistosa con las tropas alemanas enemigas. Adolf Hitler, un cabo de la 16.a Reserva de infantería de Baviera, también se opuso a la tregua.
En el frente cerca de Comines, hubo una confraternización temprana entre soldados alemanes y franceses en diciembre de 1914, durante una corta tregua y hay al menos otros dos testimonios de soldados franceses, de comportamientos similares donde compañías alemanas y francesas se oponían. Gervais Morillon escribió a sus padres: «Los Boches ondearon una bandera blanca y gritaron 'Kamarades, Kamarades, rendez-vous'. Cuando no nos movimos, vinieron hacia nosotros desarmados, conducidos por un oficial. Aunque no estamos limpios, están asquerosamente sucios. Te lo digo pero no hables de ello con nadie. No debemos mencionarlo ni a otros soldados». Gustave Berthier escribió «El día de Navidad los Boches hicieron un cartel que indicaba que querían hablar con nosotros. Dijeron que no querían disparar. ... Estaban cansados de la guerra, estaban cansados como yo, no tienen diferencias con los franceses pero sí con los ingleses».
En el Frente Yser, donde las tropas alemanas y belgas se enfrentaron en diciembre de 1914, se concertó una tregua a petición de los soldados belgas que deseaban enviar cartas a sus familias, sobre las partes de Bélgica ocupadas por los alemanes.
Richard Schirrmann, que estaba en un regimiento alemán ocupando un puesto en Bernhardstein, una de las cordilleras de los Vosgos, escribió un relato de los acontecimientos de diciembre de 1915: "Cuando las campanas de Navidad sonaban en las aldeas de los Vosgos detrás de las líneas ... algo fantástico ocurrió. Las tropas alemanas y francesas hicieron las paces espontáneamente y cesaron las hostilidades; se visitaron a través de túneles de trincheras en desuso e intercambiaron vino, coñac y cigarrillos por Pumpernickel (pan negro de Westfalia), galletas y jamón. siguieron siendo buenos amigos incluso después de la Navidad ". Estaba separado de las tropas francesas por una estrecha tierra de nadie y describió el paisaje como "Sembrado de árboles destrozados, el suelo arrasado por los proyectiles, un desierto de tierra, raíces de árboles y uniformes andrajosos". Pronto se restauró la disciplina militar, pero Schirrmann reflexionó sobre el incidente y si "se podría proporcionar a los jóvenes reflexivos de todos los países lugares de encuentro adecuados donde pudieran conocerse". Luego fundó la Asociación Alemana de Albergues Juveniles en 1919.

### Partidos de Fútbol

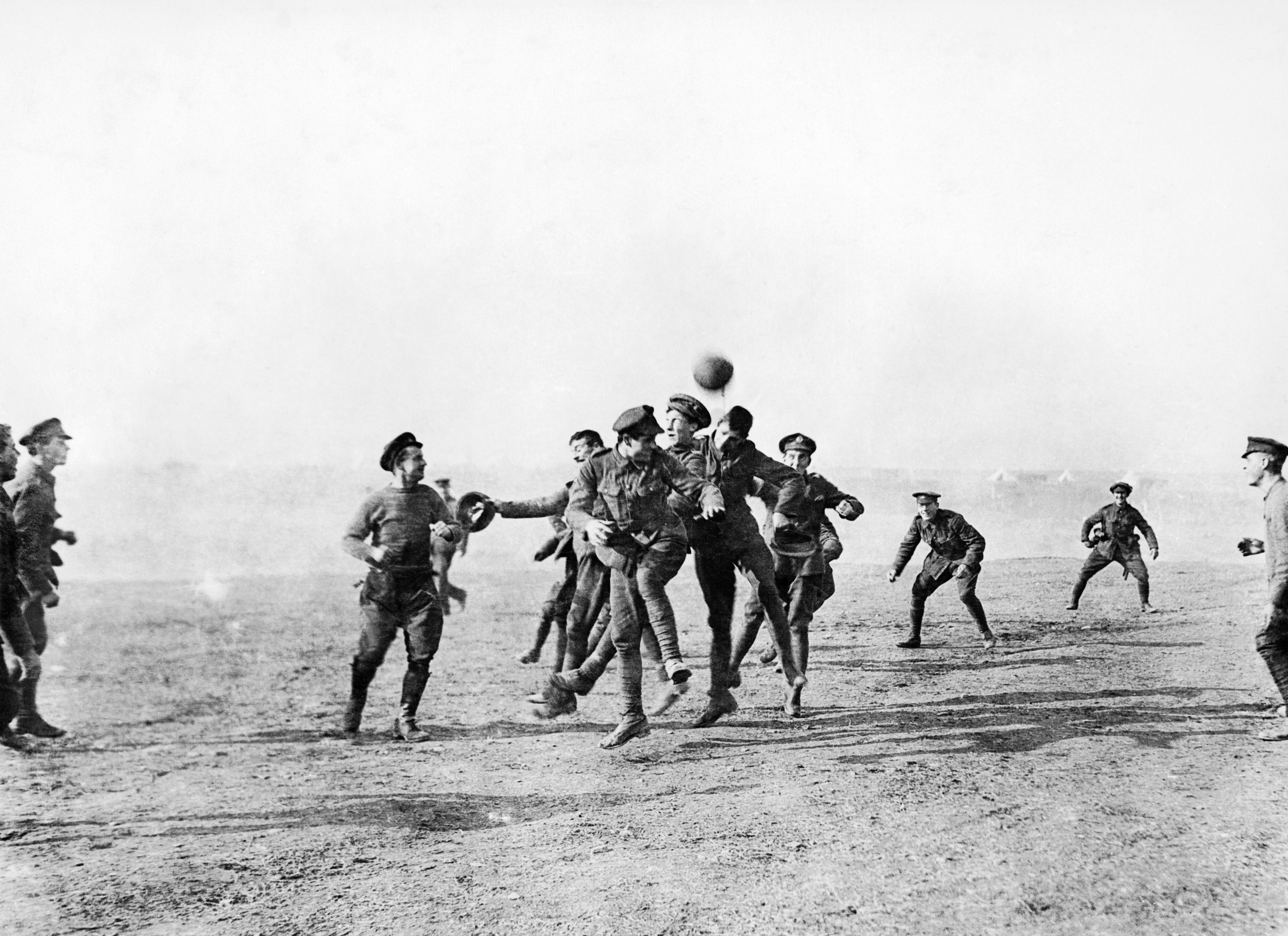
Oficiales y hombres del Tren de Municiones de la 26ª División jugando al fútbol en Salónica, Grecia, el día de Navidad de 1915.

Muchos relatos de la tregua involucran uno o más partidos de fútbol disputados en la tierra de nadie. Esto se mencionó en algunos de los primeros informes, con una carta escrita con una médico adjunto a la Brigada de Rifleros, publicada en The Times el 1 de enero de 1915, informado "un partido de fútbol ... jugado entre ellos y nosotros frente a la trinchera". Se han contado historias similares a lo largo de los años, a menudo nombrando unidades o el resultado. Algunos relatos incorporan elementos de ficción de Robert Graves, un poeta y escritor británico (y un oficial en el frente en ese momento) que reconstruyó el encuentro en una historia publicada en 1962; en la versión de Graves, la puntuación fue de 3 a 2 para los alemanes.
Algunos historiadores han cuestionado la veracidad de los relatos. En 1984, Malcom Brown y Shirley Seaton concluyeron que probablemente hubo intentos de jugar partidos organizados que fracasaron debido al estado del terreno, pero que los informes contemporáneos eran rumores o se refieren a partidos "de pateo" con «improvisados balones de fútbol» como una lata de ternera bully. Chris Baker, expresidente de The Western Front Association y autor de The Truce: The Day the War Stopped, también se mostró escéptico, pero dice que , aunque hay poca evidencia, en el lugar más probable en el que se podría haber tenido lugar un partido fue cerca del pueblo de Messines: «Hay dos referencias a un juego que se está jugando en el lado británico, pero nada de los alemanes. Si alguien un día encontrara una carta de un soldado alemán que estaba en el área, entonces tendríamos algo creíble». El teniente Kurt Zehmisch del 134 ° Regimiento de Infantería de Sajonia dijo que los ingleses «sacaron un balón de fútbol de sus trinchera y muy pronto se produjo el juego, que era maravilloso, pero muy extraño». En 2011, Mike Dash concluyó que «hay muchas pruebas de que el día de Navidad se jugó fútbol, principalmente por hombres de la misma nacionalidad pero en al menos tres o cuatro lugares con tropas de los ejércitos rivales».
Muchas unidades relataron en reportes contemporáneos que habían participado en juegos: Dash enumeró al 133° Regimiento Real Sajón enfrentándose a las «tropas escocesas»; los montañeses de Argyll y Sutherland contra alemanes no identificados (y se informa que los escoceses ganaron 4-1); la artillería de campo real contra «prusianos y Hannovers» cerca de Ypres y los Fusileros de Lancashire cerca de Le Touquet, con el detalle de una lata de raciones de corned beef como «pelota». Un escritor reciente ha identificado 29 informes sobre fútbol, aunque no brinda detalles sustantivos. El coronel J. E. B. Seely registró en su diario del día de Navidad que había sido «invitado a un partido de fútbol entre sajones e ingleses en día de Año Nuevo», pero esto no parece haber ocurrido.

### Frente Oriental
En el frente oriental, el primer movimiento se originó en los comandantes austrohúngaros, en algún nivel incierto de la jerarquía militar. Los rusos respondieron positivamente y los soldados finalmente se encontraron en tierra de nadie.

## Prensa

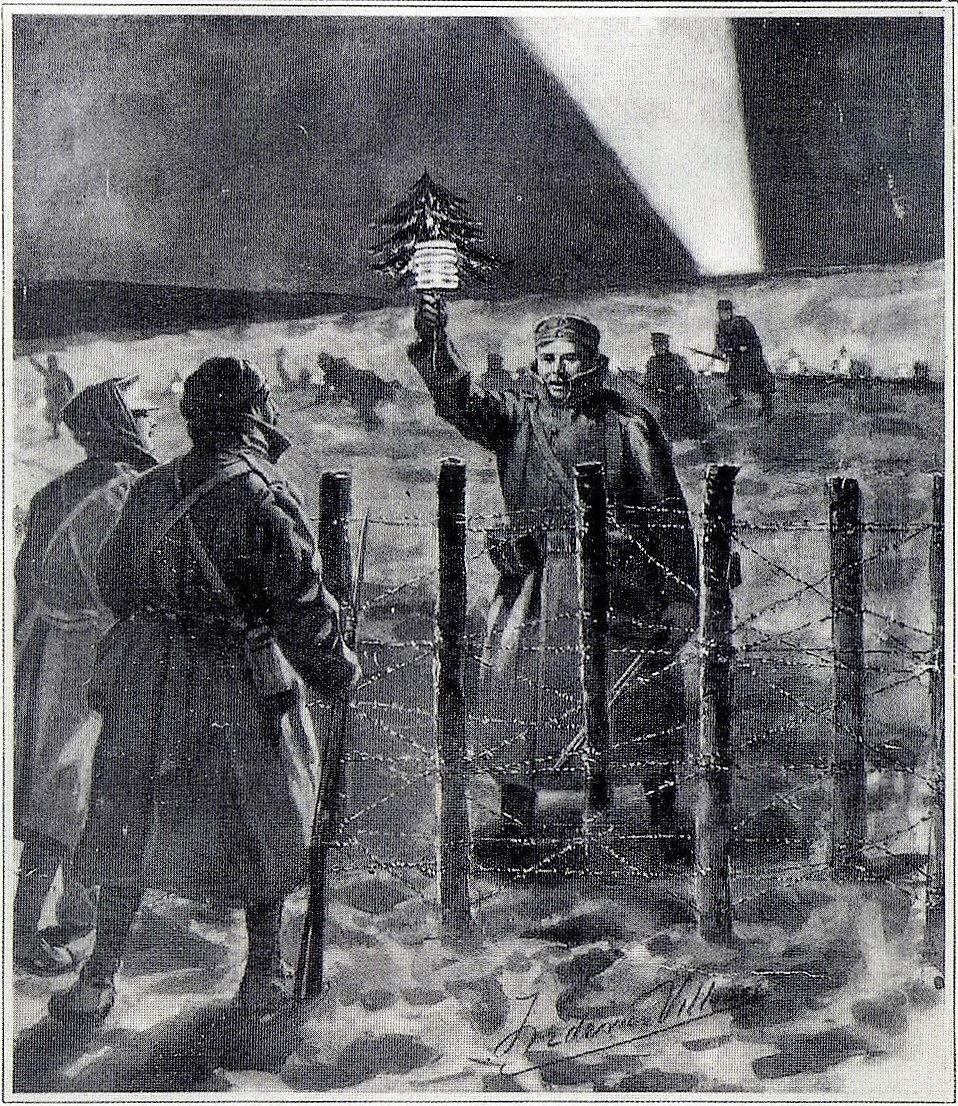
Una representación de la tregua de Navidad de 1914 publicada en la portada de The Illustrated London News el 9 de enero de 1915.

Las treguas no se informaron durante una semana, sin embargo, una prohibición no oficial de prensa rota por The New York Times, lo publicó en la neutral Estados Unidos, el 31 de diciembre. Rápidamente los periódicos británicos le siguieron, publicando numerosos relatos de primera mano de los soldados en el campo, tomados de cartas de sus familiares y editoriales sobre «una de las mayores sorpresas de una guerra sorprendente». Para el 8 de enero, las imágenes ya habían llegado a la prensa y el Mirror and Sketch las imprimió en su portada las imágenes de tropas británicas y alemanas mezclando y cantando entre las líneas. El tono de la información fue muy positivo, con el Times respaldando la «falta de maldad» sentida por ambas partes y el Mirror lamentando que el «absurdo y la tragedia» comenzaran de nuevo. El autor Denis Winter sostiene que «la censura había intervenido» para evitar que la información sobre la tregua espontánea llegara al público y que la dimensión real de la tregua «solo salió a la luz cuando el Capitán Chudleigh escribió en el Telegraph después de la guerra».
La cobertura en Alemania fue más silenciosa, con algunos periódicos criticando fuertemente a quienes habían participado y no se publicaron fotografías. En Francia, la censura de prensa aseguró que la única noticia que se difundió de la tregua provenía de soldados del frente heridos en hospitales. La prensa finalmente se vio obligada a responder a los crecientes rumores reimprimiendo un aviso del gobierno de que confraternizar con el enemigo constituía traición. A principios de enero se publicó una declaración oficial sobre la tregua, alegando que estaba restringida al sector británico del frente y equivalía a poco más que un intercambio de canciones que rápidamente degeneró en disparos.
La prensa neutral Italiana publicó algunos artículos sobre los acontecimientos de la tregua, generalmente informando sobre los artículos de la prensa extrajera. El 30 de diciembre de 1914, Corriere della Sera imprimió un informe sobre una confraternización entre las trincheras opuestas. El diario florentino La Nazione publicó un relato de primera mano sobre un partido de fútbol jugado en la tierra de nadie. En Italia, la falta de interés por la tregua probablemente dependió de la ocurrencia de otros eventos, como la ocupación italiana de Vlorë, el debut de la Legión Garibaldi en el frente del Argonne y el terremoto en Avezzano.

## Treguas posteriores

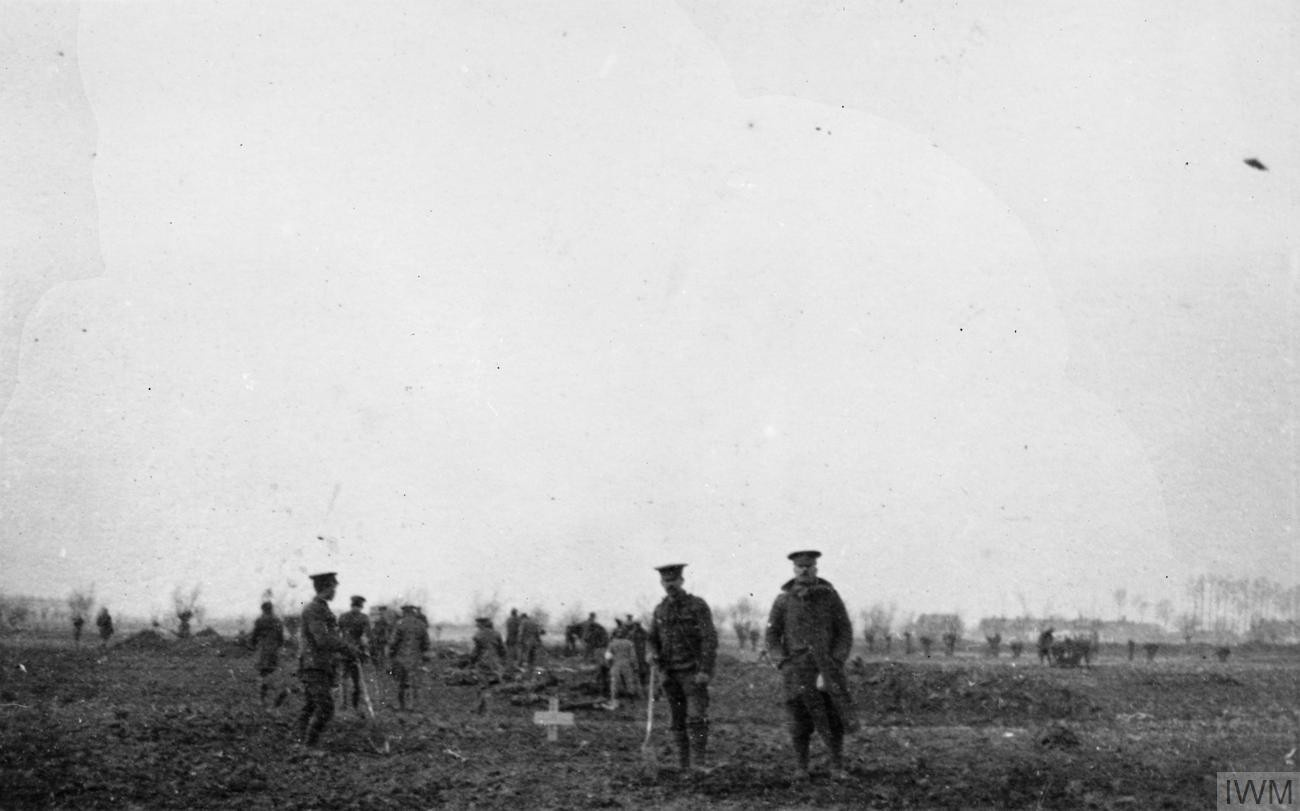
Soldados Británicos y Alemanes enterrando a los caídos en la batalla del 18 de diciembre.

Después de 1914, se hicieron intentos esporádicos de treguas estacionales, una unidad alemana intentó abandonar sus trincheras bajo una bandera de tregua el domingo de Pascua de 1915, pero los británicos que estaban frente a ellos los advirtieron. En noviembre, una unidad sajona confraternizó brevemente con un batallón de Liverpool. En diciembre de 1915, los comandantes aliados dieron órdenes de evitar cualquier repetición de la tregua navideña anterior. Se alentó a las unidades a realizar incursiones y hostigar a la línea enemiga, mientras que la comunicación con el enemigo fue desalentada por los bombardeos de artillería a lo largo de la línea del frente durante el día. A pesar de la prohibición, se produjeron un pequeño número de breves treguas.
Un relato de Llewelyn Wyn Griffith, registró que después de una noche de intercambio de villancicos, el amanecer del día de Navidad vio una «avalancha de hombres de ambos lados ... [y] un intercambio febril de recuerdos» antes de que fueran llamados rápidamente por sus oficiales, las ofertas de un alto al fuego y jugar un partido de fútbol. Se quedó en la nada, pues el comandante de la brigada amenazó con repercusiones por falta de disciplina e insistió en que se reanudaran los disparos por la tarde. Otro miembro de batallón de Griffith, Bertie Felstead, recordó más tarde que un hombre había sacado una pelota de fútbol, lo que resultó en «una lucha libre para todos; podría haber habido 50 en cada lado», antes de que se les ordenara regresar. Otro participante no identificado informó en una carta a su casa: «Los alemanes parecen ser muchachos muy agradables, y dijeron que estaban terriblemente hartos de la guerra». Por la noche, según Robert Keating «Los alemanes estaban enviando luces de estrellas y cantando - se detuvieron, entonces los aplaudimos y comenzamos a cantar Land of Hope and Glory - Men of Harlech etcétera - nos detuvimos y nos animaron. Así que continuamos hasta altas horas de la madrugada».
En un sector adyacente, una breve tregua para enterrar a los muertos entre líneas provocó repercusiones; un comandante de la compañía, sir Iain Colquhoun de la Guardia Escocesa, fue sometido a consejo de guerra por desafiar las órdenes vigentes en sentido contrario. Aunque fue declarado culpable y amonestado, el general Douglas Haig anuló la pena y Colquhoun permaneció en su cargo; la indulgencia oficial quizás se debió a que el tío de su esposa era H. H. Asquith, el primer ministro.
En diciembre de 1916 y 1917, las propuestas alemanas a las treguas británicas no tuvieron ningún éxito. En algunos sectores franceses, ocasionalmente se registraron cantos y un intercambio de regalos lanzados, aunque estos pueden simplemente haber reflejado una extensión estacional del enfoque de vivir y dejar vivir común en las trincheras. En la Pascua de 1915 hubo treguas entre las tropas ortodoxas de los bandos opuestos en el frente oriental. El escritor búlgaro Yordan Yovkov, que se desempeñaba como oficial cerca de la frontera griega en el río Mesta, fue testigo de uno. Inspiró su cuento Holy Night, traducido al inglés en 2013 por Krastu Banaev.
El 24 de mayo de 1915, el Cuerpo de Ejército de Australia y Nueva Zelanda (ANZAC) y las tropas del Imperio Otomano en Gallipoli acordaron una tregua de 9 horas para recuperar y enterrar a sus muertos, durante la cual las tropas opuestas «intercambiaron sonrisas y cigarrillos».

## Legado

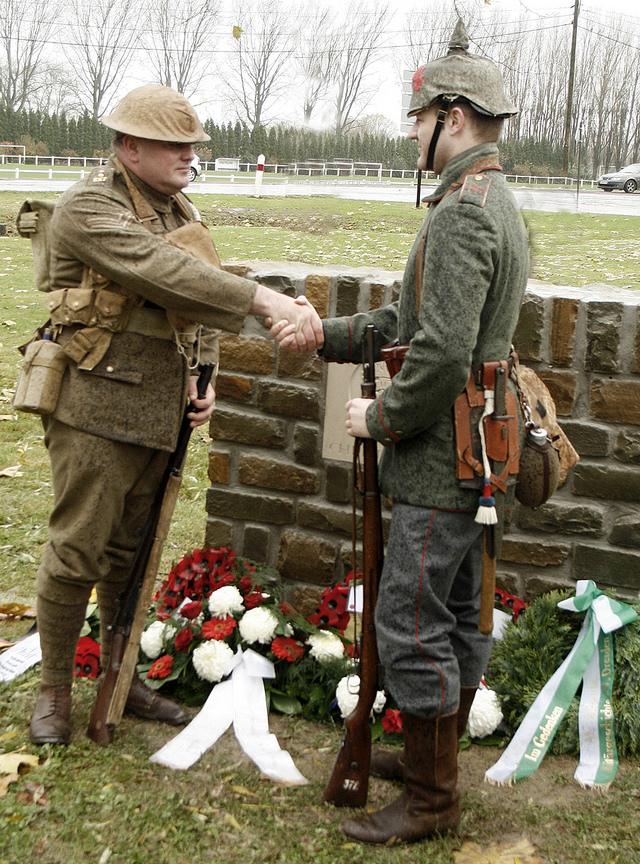
Descendientes británicos y alemanes de veteranos de la Primera Guerra Mundial.

En 1999, el grupo llamado Khaki Chums (oficialmente: The Association for Military Remembrance) visitó una región de Flandes y recreó la tregua de Navidad. Vivían como habían vivido los soldados británicos de la I Guerra Mundial, sin comodidades modernas.
El 21 de noviembre de 2005, el último veterano de guerra aliado superviviente de la tregua, Alfred Anderson, murió en Newtyle, Escocia, a los 109 años.

### En películas, canciones, videos y libros
La tregua se llevó a la pantalla en la película francesa de 2005 Joyeux Noël (Feliz Navidad). (La película fue nominada al Oscar en la categoría de Mejor Película en lengua extranjera en su 78.ª edición.) sobre la historia del tenor alemán Walter Kirchhoff. La tregua de Navidad fue también retratada en la película de Richard Attenborough Oh What a Lovely War.
Se han escrito libros sobre la tregua de Navidad, incluyendo la obra de Stanley Weintraub Silent Night: The Story of the World War I Christmas Truce, en el que relata este suceso del que él mismo fue testigo.
Uno de los cuentos más conocidos del escritor inglés Robert Graves titulado "Tregua de Navidad" está basado en este suceso.
La tregua fue también recordada en el vídeo de Paul McCartney, Pipes of Peace, de 1983.
En el episodio final de Blackadder Goes Forth, los protagonistas discuten sucesos del pasado que les llevaron a su situación actual, incluyendo la tregua de Navidad. El Capitán Blackadder añadió cínicamente: "Ambos bandos avanzaron más lejos una visita a la trinchera enemiga durante la tregua de Navidad de lo que lo hicieron en los dos años y medio de guerra siguientes".
En 1990, el grupo británico The Farm grabó una canción que habla de este suceso: All Together Now, la cual se ha convertido en un himno futbolístico.
En el libro La caída de los gigantes, de Ken Follett, publicado en 2010, se mencionan la tregua de Navidad y las medidas tomadas por los oficiales para conseguir que sus soldados accedieran a volver a abrir fuego contra los del bando contrario.
En el especial de Navidad de 2017 de la serie británica Doctor Who se muestra la tregua de Navidad.
El 29 de octubre de 2021 la banda de Power Metal Sabaton lanzó un sencillo llamado Christmas Truce el cual es el primer adelanto del álbum The War To End All Wars inspirado en la Primera Guerra Mundial, esta canción está basada en la tregua de Navidad. Según el bajista Pär Sundström, "No solo fue el tema más solicitado por nuestros fans, sino que fue, para nosotros, la historia más emotiva de la guerra. Esta canción nos llevó años crearla, ya que queríamos que la música reflejara la honestidad del estado de ánimo, y fue un gran desafío, pero sentimos que logramos escribir una canción que captura el espíritu de ese día, hace más de un siglo".

### En el fútbol
El 17 de diciembre de 2014 en Ypres, Bélgica, la UEFA conmemoró el centenario de la tregua de Navidad de 1914 en las trincheras de Flandes, en el cual estaba previsto levantar un monumento en el mismo sitio en el que se disputó el improvisado duelo futbolístico. 
Michel Platini, presidente de la UEFA, invitó a los jefes de Estado y de gobierno de Bélgica, Francia, Alemania, Italia, Reino Unido e Irlanda argumentando que “La ceremonia de conmemoración debe rendir homenaje a los soldados que, hace un siglo, expresaron su humanidad en un partido de fútbol escribiendo un capítulo en la construcción de la unidad europea y que son un ejemplo a seguir por las jóvenes generaciones de hoy”.